# كلارنس بارنهارت
كلارنس بارنهارت (بالإنجليزية: Clarence Barnhart)‏ هو لغوي أمريكي، ولد في 30 ديسمبر 1900، وتوفي في 24 أكتوبر 1993.